# This Addiction
This Addiction es el séptimo álbum de estudio de la banda de punk Alkaline Trio, lanzado el 23 de febrero de 2010 mediante el nuevo sello discográfico Heart & Skull, creado por la propia banda en colaboración con Epitaph Records. Descrito como el regreso de la banda a sus orígenes punk, el álbum fue grabado en los estudios Atlas Studios de Chicago junto a Matt Allison, el mismo lugar que emplearon para grabar sus primeros lanzamientos. El álbum está inspirado en las experiencias personales de los miembros de la banda e incluye temas como el amor, la adicción, la muerte, el divorcio, el dolor, el suicidio, la política y la guerra. Se ha convertido en el álbum más exitoso de la banda en cuanto a posición en listas de éxitos, ya que debutó en el undécimo puesto del Billboard 200 y alcanzó el número uno en las listas estadounidenses de música rock, independientes y alternativas.

## Formación de Heart & Skull
Después de la gira de su álbum Agony & Irony de 2008, Alkaline Trio abandonó Epic Records debido a motivos personales con el sello discográfico. El cantante y guitarrista Matt Skiba explicó en mayo de 2009 en una entrevista con Billboard que "todos los que nos ficharon para Epic, toda esa gente en la que confíamos se han marchado. Y no es que digamos que la gente que está ahora no son buenos, sino que no los conocemos y no nos gusta trabajar con gente que no conocemos. Tenemos un montón de material y queremos hacer un disco pronto, así que les llamamos y les preguntamos si podíamos abandonar y dijeron: 'Sí, no hay problema'". Antes que firmar un contrato con otro sello, la banda decidió autoproducir su próximo álbum, inspirados, según Skiba, por los lanzamientos independientes de Nine Inch Nails Ghosts I–IV y The Slip, y el álbum de Radiohead In Rainbows:

Trent Reznor y Radiohead fueron una inspiración importante para nosotros, cuando haces las cosas por ti mismo puedes hacer lo que quieras. No quiere decir que vayamos a regalar los discos, pero estamos creando un sello discográfico y queremos terminar esto primero para hacer lanzamientos libremente en exclusiva cuando queramos. Es algo que siempre hemos podido hacer hasta que estuvimos en Epic, así que es genial poder hacerlo otra vez.

En noviembre de 2009, Alkaline Trio anunció que habían creado su propio sello independiente en una acción conjunta con Epitaph Records, similar a lo que ya hicieron ANTI- y Hellcat Records. Epitaph había lanzado anteriormente Patent Pending, el álbum del proyecto paralelo de Skiba, Heavens, en 2006. El sello recibió el nombre de Heart & Skull (corazón y calavera) por el logotipo de Alkaline Trio y fue inaugurado con el lanzamiento del nuevo álbum de la banda de Chicago. Skiba indicó que "hemos tomado la decisión de formar Heart & Skull para lanzar nuestros propios discos después de haber pasado por varias discográficas de la industria musical, multinacionales y sellos independientes. Sabíamos que era tiempo de adaptarse a las mareas cambiantes de la industria de la música y no podríamos estar más emocionados de hacerlo que junto a la gente de Epitaph". El cantante y bajista, Dan Andriano, añadió que "para nuestra banda tiene sentido lanzar nuestros propios álbumes, pero queríamos asegurarnos de poder asociarnos con buena gente que quisiera compartir algo muy especial con nosotros. Cuando Brett [Gurewitz, fundador de Epitaph] nos llamó y nos dijo que quería involucrarse, no dudamos. Epitaph es un sello que siempre he admirado y apoyado durante más de media vida".

## Antecedentes y grabación

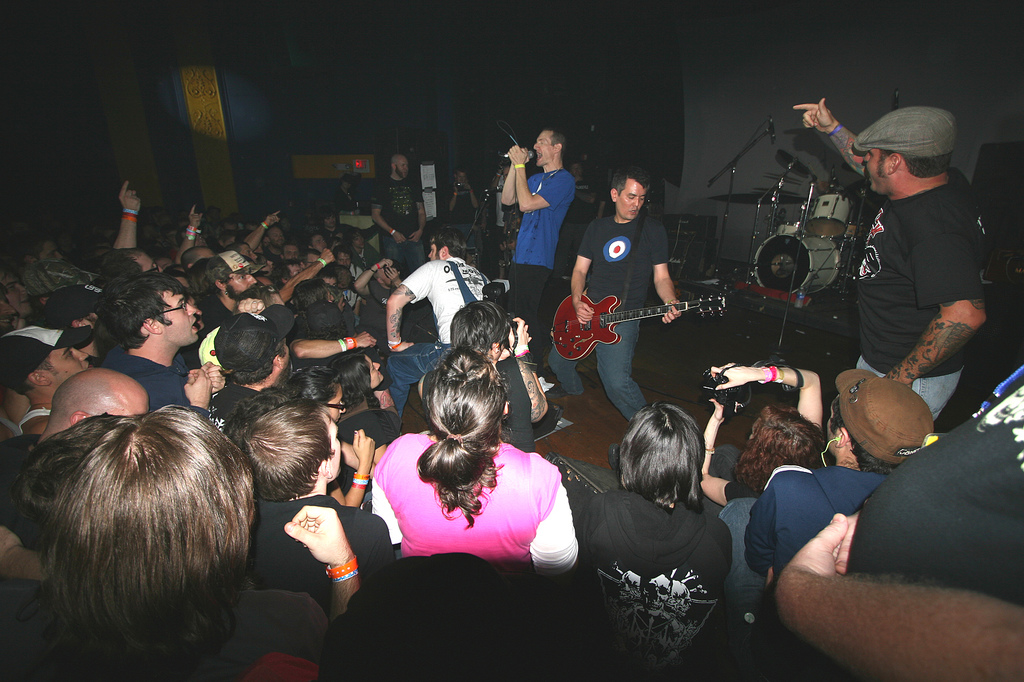
Al finalizar el proceso de grabación del álbum, Alkaline Trio se reunió en concierto con algunos de sus viejos amigos de Chicago, como Naked Raygun (en la imagen).

Durante la gira en primavera de 2009, Alkaline Trio probó nuevas canciones, incluidas "Dine, Dine My Darling" (título derivado de la canción de los Misfits "Die, Die My Darling"), "Dead on the Floor" y "This Addiction". Skiba afirmó que "usamos nuestras pruebas de sonido como preproducción" y declaró que elegirían las diez mejores canciones para grabarlas en julio. Reflejando el deseo de volver a sus orígenes punk, la banda decidió grabar en los Atlas Studios de su Chicago natal, donde ya grabaron gran parte de sus primeros lanzamientos, entre los que se incluyen Goddamnit, en 1998, y Maybe I'll Catch Fire, en 2000. De la misma manera, Matt Allison fue escogido como productor, que ya firmó los dos álbumes anteriormente mencionados así como From Here to Infirmary, en 2001, y la mayoría del material de los comienzos de Alkaline Trio. "Matt tiene un oído frantástico y muy buenas ideas, por lo que llevó la ingeniería de sonido del disco y lo co-produjo", aseveró Skiba. "Sin embargo, los créditos de producción son nuestros. Teníamos una idea muy estricta de lo que queríamos hacer".
En verano y otoño de 2009, Skiba y Andriano trabajaron en sus proyectos en solitario: Skiba grabó un álbum titulado Demos con el sello Asian Man Records, que lanzó los primeros trabajados del trío de Chicago, y que estaba previsto su lanzamiento para febrero de 2010, pero fue pospuesto tras el lanzamiento del nuevo álbum de Alkaline Trio. Mientras tanto, Andriano tocó y grabó en un proyecto en solitario llamado The Emergency Room. En octubre de 2009, Alkaline Trio actuó en el Riot Fest, un festival anual de punk en Chicago, junto a otras bandas de la ciudad como Screeching Weasel, Pegboy y Naked Raygun. Skiba celebró que el volver retomar el contacto con aquellos y otros amigos de la escena musical de Chicago se notara en las influencias punk finales del nuevo álbum.
El 1 de diciembre de 2009 salió a la luz el título del álbum, This Addiction, que es también el título del sencillo que abre el disco. De las once pistas seleccionadas para el álbum, ocho fueron escritas por Skiba y tres por Andriano ("Dine, Dine My Darling", "Off the Map" y "Fine"). Skiba señaló que ambos aportaron el mismo número de canciones durante el proceso de composición, pero "fue bastante fácil escoger las que queríamos usar. Somos tres que tenemos lo mismo que decir en el proceso creativo, por lo que tienes que dejar tu ego a un lado. Dan [Andriano] y yo somos los mejores amigos y no tratamos de competir el uno con el otro. Somos compañeros e intentamos hacer lo mejor para la banda y para el álbum".

## Promoción y lanzamiento
This Addiction salió a la venta el 22 de febrero de 2010 en el Reino Unido, a través de Heart & Skull y Hassle Records, y al día siguiente en Norteamérica, mediante Heart & Skull y Epitaph Records. Se lanzaron varias versiones, incluyendo las once canciones en el habitual formato en compact disc y descarga digital, una edición limitada de lujo con seis canciones adicionales y un concierto en DVD grabado en el House of Blues de Las Vegas, Nevada en 2008, y un LP desplegable. El primer sencillo del álbum, "This Addiction", estuvo disponible en streaming a través de un sitio web dedicado expresamente el 5 de enero de 2010, usando una técnica de marketing en la que los oyentes necesitaban mandar un anuncio sobre el álbum en Facebook o Twitter para poder acceder a la canción. "This Addiction" se puso a disposición de los usuarios en formato de descarga digital el 12 de enero y fue lanzado como sencillo en 7" en exclusiva para las tiendas Hot Topic el 9 de febrero. El videoclip de la canción apareció el 8 de febrero. El 16 de febrero, Alkaline Trio se embarcó en una gira nacional de seis semanas de duración, hasta el 2 de abril, con Cursive para promocionar el álbum. Dos días más tarde, la banda subió This Addiction a su MySpace oficial.

## Estilo

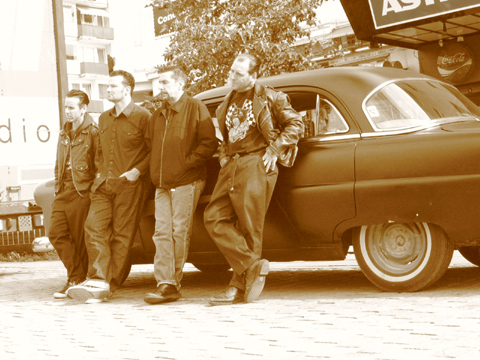
Según Matt Skiba, Social Distortion son una gran influencia para la banda.

Antes de la grabación de This Addiction, Skiba expresó su deseo de volver a los orígenes punk de la banda: "Así es como empezamos como banda, y con el paso del tiempo creo que hemos evolucionado un poco a un grupo de rock con orígenes punk". Sobre el sonido del álbum, el cantante aseguró en una entrevista en noviembre de 2009 que él lo definiría "un disco de rock, pero nuestro punk se nota en él, más que en nuestros últimos álbumes. El ambiente es similar al de nuestros humildes comienzos. Es un paso hacia delante, pero también creo que contiene atisbos de nuestro pasado". Skiba describió, también, el álbum como más directo, con un "menos es más" que incluía la reducción del número de overdubs de guitarra, en las que la mayoría de las canciones tenían sólo una guitarra: "Queríamos un disco que pudiera ser fácil de tocar en directo. Es, en gran parte, un sonido bastante simple, pero se mantiene completo y grande". El álbum incluye, sin embargo, algunos sintetizadores, así como un solo de trompeta al estilo de Neutral Milk Hotel.
Musicalmente, Skiba ha citado influencias de bandas punk de Chicago como Screeching Weasel, Pegboy y Naked Raygun en el sonido de This Addiction. Skiba reconoce, también, que han recibido influencias de los Ramones y Social Distortion, ya que estos últimos, según el cantante, "nunca han lanzado un mal álbum, en mi opinión. Recuerdo haber pensado 'Wow, esto suena como lo antiguo de Social Distortion [durante la grabación]. Tiene ese tipo de melodía de guitarra melancólica. Me recuerda al Mommy's Little Monster y aquellos primeros trabajos, y a cómo me emocionaba al escucharlos".

## Temática
Líricamente, la temática de This Addiction estuvo muy influenciada por las vivencias personales de los miembros de la banda. Skiba precisó que "todo el disco es muy personal, los tres hemos pasado por un poco de todo desde nuestro último álbum y todo eso se nota aquí, todas las canciones tratan sobre relaciones en las que hemos estado, por eso el álbum tiene una temática constante". El guitarrista cita esto como otra manera en la que el álbum incide en los primeros trabajos de la banda:

Otro punto que hace que se parezca a nuestros primeros álbumes, especialmente el primero, es que es realmente personal. Dos de nosotros hemos experimentado algunos cambios importantes en nuestras vidas. Teníamos un amigo que ha fallecido desde el último álbum. Hay una canción en el disco, "Dorothy", que está muy influenciada en la película Blue Velvet, pero es una metáfora de alguien y de algo más. Todo en este disco nos es muy cercano y hemos tratado de comunicarlo a través de las canciones".

Sobre otras canciones específicas del álbum, Skiba mencionó que la canción que da título al álbum usa la adicción a la heroína y a la metadona como una metáfora de amor, declarando que "es una condición humana que creo todos tenemos, de una forma u otra, de caer víctima de ello. No es que digamos que la gente no pueda ser feliz o encontrar la felicidad en una relación. Es asombroso para mí cuán infeliz es la mayoría de la gente y no pueden hacer nada, como una adicción". También habló sobre la temática política de "The American Scream", una canción inspirada por el suicidio de un soldado estadounidense tras su regreso de la Guerra de Afganistán: "Durante mucho tiempo nos atemorizó escribir canciones abiertamente políticas, pero leí este artículo sobre el soldado estadounidense que regresó de su misión en Afganistán y se voló la cabeza en la tumba de su madre, por lo que escribí una canción sobre eso". Skiba describió el estilo lírico de This Addiction como "el hombre punk pensante": "Queríamos hacer algo divertido, pero también algo interesante líricamente, algo que divirtiera a la gente mientras lee y comprende con ilusión".

## Ventas y acogida
This Addiction se convirtió en el álbum de más éxito en las listas de éxito de todos los que ha lanzado Alkaline Trio en su carrera, ya que debutó en el undécimo puesto del Billboard 200 y alcanzó el número uno en las listas de álbumes rock, independientes y alternativos del Billboard. Logró el octavo puesto en ventas digitales y fue 51.º en la UK Albums Chart.
Drew Beringer de AbsolutePunk y Scott Heisel de Alternative Press observaron que la producción del álbum mezcla eficazmente el sonido de los primeros años de la banda con su rock más pulido de la actualidad, pues Beringer señaló que "captura el ambiente de manera agradable" y Heisel dijo que "sigue sonando habilidoso, un álbum fino de Alkaline Trio, principalmente porque la banda ha evolucionado a un punto donde querían que su sonido se desprendiera como hábil y pulido". Ambos alabaron la composición y las voces de Andriano, donde Beringer anotó que "sólo canta en tres canciones, pero suena fantástico en ellas, especialmente en la canción que cierra el álbum, "Fine". Heisel, igualmente, destacó sus tres cortes, en especial "Off the Map". Las voces de Skiba recibieron críticas: Beringer declaró que "suena fantástico en la canción que da nombre al título del álbum, pero se vuelve plano en 'Draculina' y 'Piss and Vinegar'". Heisel criticó a Skiba por "caer con demasiada frecuencia en sus buenos temas líricos pasados sobre drogas ("This Addiction") y la muerte ("The American Scream"). Hay momentos como esos donde parece que quiere tratar de mantener las apariencias con sus seguidores más amables". Corey Apar, de Allmusic, sintió algo parecido cuando, en su opinión "hubiera estado bien escuchar más a Andriano, especialmente desde que las letras de Skiba dejan mucho que desear". Michael French, de Punknews.org, compartió estas críticas, ya que las letras de Skiba "no son necesariamente malas, pero se han simplificado bastante; una vez Matt convirtió los clichés en comentarios inteligentes y astutos. Ahora carecen de personalidad y los clichés son sólo... clichés".

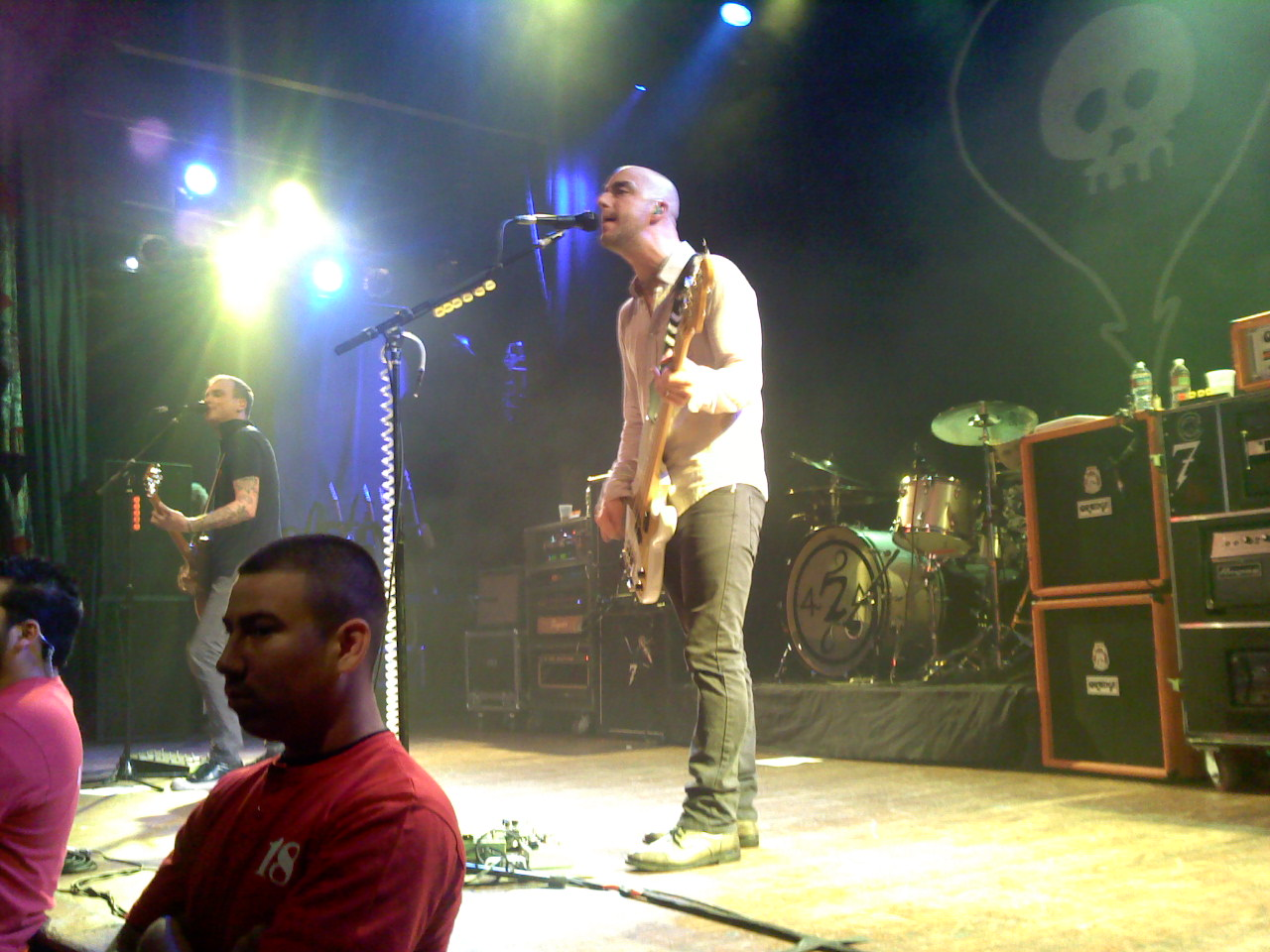
Andriano (en primer plano) y Skiba (al fondo) durante el concierto que la banda ofreció en el House of Blues de Hollywood, Los Ángeles, California, el 17 de febrero de 2010.

El uso en el álbum de la trompeta en "Lead Poisoning" y de sintetizadores en "Draculina" y "Eating Me Alive" suscitó división de opiniones. Rob Hope, de Rock Lifestyle, dijo de estos elementos que "al principio puedes saltar hacia atrás o rascarte la cabeza, pero después de escucharlos unas cuantas veces te das cuenta de que resultan muy agradables". Beringer comentó que el instrumento de viento "rellena muy bien el fondo", mientras que Heisel sintió que "el solo de trompeta a lo NOFX [...] convierte una buena canción en otra de usar y tirar". De manera similar, Beringer expresó que el uso de sintetizadores en "Eating Me Alive" pone "un poco de glamour en el estilo gótico de la banda", mientras que Heisel lo denominó "horrible", asegurando que, con ello, "arruinan completamente la canción", y que "Draculina" debería haber sido relegada del álbum a un papel menor como cara B: "en serio, cuanto antes esta banda deje de jugar con los teclados, mejor". Ambos alabaron determinadas canciones del álbum, sin embargo, Beringer dijo que "The American Scream" era la "canción ideal de Alkaline Trio; es totalmente dinámica y fascinante, y debería ser rápidamente una de las favoritas de sus seguidores". Heisel dijo que "Dine, Dine My Darling", interpretada por Andriano, "es lo que hace que Alkaline Trio sea una banda de punk con un gran gancho, letras sinceras y un guiño a sus antepasados". Identificó "Dead on the Floor" como la canción más sutil del álbum, asegurando no estar "demasiado lejos de su prima musical, "San Francisco" de Goddamnit, con algunas de las letras más desconsoladas de Skiba". Jon Dolan de Rolling Stone indicó el regreso de la banda a sus "desolados orígenes blink-182" tras la "astuta power ballad" de Agony & Irony.
Las opiniones finales del álbum fueron variadas. Hope lo definió como "fácil de escuchar", destacando las voces y estribillos, pero lo consideró "una buena entrega, aunque no demasiado adictivo". Beringer alabó el crecimiento musical de la banda durante los años desde From Here to Infirmary, pero comentó que This Addiction "puede polarizar a los seguidores, dividiéndolos en tres grupos: los que amen el álbum por volver a los inicios de la banda, los que no les guste por pensar que es una imitación barata de sus primeros trabajos y los que crean que es un paso atrás con respecto a sus últimos lanzamientos". Heisel concluyó que "mientras que This Addiction podría no ser perfecto, es una más que respetable entrada en el ya considerable canon de la banda, demostrando que, aunque puede que estén en ese enrarecido grupo de adictos al punk, Alkaline Trio todavía tiene tiempo para continuar evolucionando". También aseguró que, aunque el álbum ha significado volver al sonido de Goddamnit, él encuentra más parecido con From Here to Infirmary "desde que el final resultante es aún el mismo álbum lleno de referencias vagas a lo gótico y a lo sangriento donde viven personajes como Draculina, sin amargor real, desafiando el dolor de garganta o encontrando ese dolor entrañable". Añadió que "This Addiction" y "Off the Map" son canciones fuertes, pero sintió que el álbum falla a la hora de su intento de volver a sus orígenes: "Alkaline Trio no puede recobrar ese espíritu de sus primeros días, donde la emoción y sus propósitos salían de cada nota. En su lugar tenemos un buen competidor y, sí, en ocasiones con canciones pegadizas, pero huecas comparadas con aquellas otras de déjate-las-tripas-en-el-suelo de sus primeros lanzamientos [...] pese a sus esmerados y energéticos estribillos, This Addiction es más de las mismas melodías recicladas de Alkaline Trio, más que un signo de renacimiento". Andrew Kelham, de Rock Sound coincidió en que el álbum no triunfa a la hora de reconquistar su sonido original, pero fue un esfuerzo encomiable, no obstante: "Alkaline Trio ya no es una banda punk naïve de los suburbios de Chicago, por lo que este álbum fracasa en su intento de recobrar esa inocencia del pasado, pero triunfa por crear un trabajo firme del que pueden estar orgullosos". Mikael Wood, de Spin, notó que "los confines más acogedores" de un sello independiente "parecen haber puesto a la banda en lo fácil". French concluyó que "This Addiction no es mucho más que un 'regreso a las formas', sino más bien un resumen, un libro de recuerdos sonoros que repasa cuidadosamente toda su carrera, desde el agrio hogar de Chicago a los camerinos de Late Night with Conan O'Brien".

## Listado de canciones
Todas las canciones escritas y compuestas por Matt Skiba, Dan Andriano y Derek Grant.
| N.º   | Título                  | Duración |  |
| 1.    | «This Addiction»        | 2:35     |  |
| 2.    | «Dine, Dine My Darling» | 2:58     |  |
| 3.    | «Lead Poisoning»        | 2:37     |  |
| 4.    | «Dead on the Floor»     | 4:20     |  |
| 5.    | «The American Scream»   | 3:00     |  |
| 6.    | «Off the Map»           | 3:16     |  |
| 7.    | «Draculina»             | 3:34     |  |
| 8.    | «Eating Me Alive»       | 2:53     |  |
| 9.    | «Piss and Vinegar»      | 2:28     |  |
| 10.   | «Dorothy»               | 3:32     |  |
| 11.   | «Fine»                  | 3:17     |  |
| 34:30 |                         |          |  |

| Deluxe Edition |                                    |          |  |
| N.º            | Título                             | Duración |  |
| 12.            | «Kick Rocks»                       | 2:45     |  |
| 13.            | «Those Lungs»                      | 3:49     |  |
| 14.            | «This Addiction» (acústico)        | 2:37     |  |
| 15.            | «Dine, Dine My Darling» (acústico) | 3:00     |  |
| 16.            | «Dead on the Floor» (acústico)     | 4:08     |  |
| 17.            | «Fine» (acústico)                  | 3:13     |  |
| 54:02          |                                    |          |  |

| iTunes edition |                                                             |                                    |          |  |
| N.º            | Título                                                      | Escritor(es)                       | Duración |  |
| 12.            | «Two Lips, Two Lungs and One Tongue» (versión de Nomeansno) | Rob Wright, John Wright, Andy Kerr | 1:52     |  |
| 36:22          |                                                             |                                    |          |  |

| Deluxe Edition DVD: Live at the House of Blues Las Vegas, 25 de julio de 2008 |                         |                                |          |  |
| N.º                                                                           | Título                  | Escritor(es)                   | Duración |  |
| 1.                                                                            | «Calling All Skeletons» |                                |          |  |
| 2.                                                                            | «Nose Over Tail»        | Skiba, Rob Doran, Glenn Porter |          |  |
| 3.                                                                            | «I Lied My Face Off»    | Skiba, Andriano, Porter        |          |  |
| 4.                                                                            | «I Found Away»          |                                |          |  |
| 5.                                                                            | «In Vein»               |                                |          |  |
| 6.                                                                            | «Private Eye»           | Skiba, Andriano, Mike Felumlee |          |  |
| 7.                                                                            | «Mercy Me»              |                                |          |  |
| 8.                                                                            | «Warbrain»              |                                |          |  |
| 9.                                                                            | «Blue Carolina»         |                                |          |  |
| 10.                                                                           | «Time to Waste»         |                                |          |  |
| 11.                                                                           | «Armageddon»            | Skiba, Andriano, Felumlee      |          |  |
| 12.                                                                           | «Love Love, Kiss Kiss»  |                                |          |  |
| 13.                                                                           | «Goodbye Forever»       | Skiba, Andriano, Porter        |          |  |
| 14.                                                                           | «My Little Needle»      | Skiba, Andriano, Porter        |          |  |
| 15.                                                                           | «Crawl»                 | Skiba, Andriano, Felumlee      |          |  |
| 16.                                                                           | «Help Me»               |                                |          |  |
| 17.                                                                           | «My Friend Peter»       | Skiba, Andriano, Porter        |          |  |
| 18.                                                                           | «This Could Be Love»    |                                |          |  |

## Créditos
A continuación se muestran los músicos y algunos de los profesionales que contribuyeron en la producción y grabación del álbum:
| Banda - Matt Skiba – guitarra, cantante - Dan Andriano – bajo, cantante - Derek Grant – batería Músicos adicionales - Jason Flaks – trompeta - Ruth Rosenburg – saxofón | Producción - Matt Allison – ingeniería de sonido, co-productor, mezclas - Ted Jensen – masterización - Cameron Webb – ingeniería de sonido de canciones adicionales acústicas Diseño artístico - Dan Field – fotografía de portada - John Yates – diseño - Derek Grant – diseño del logo "7" (perfeccionado por Mark Penxa) - Matthew Reeves y Tyler Curtis – fotografía de la banda |

## Listas de éxitos
| Lista                 | Máxima posición |
| --------------------- | --------------- |
| UK Albums Chart       | 51              |
| US Billboard 200      | 11              |
| US Alternative Albums | 1               |
| US Digital Albums     | 8               |
| US Independent Albums | 1               |
| US Rock Albums        | 1               |